# 驼盗蛛
驼盗蛛（学名：Pisaura lama）为盗蛛科盗蛛属的动物。分布于日本、朝鲜、俄罗斯以及中国大陆的四川、浙江等地，常栖息于灌木丛。该物种的模式产地在日本。